# Eugenio Colorni
Eugenio Colorni (22 de abril de 1909 - 30 de mayo de 1944) fue un filósofo italiano y activista antifascista.

## Reseña biográfica
Nacido en Milán de ascendencia judía, Colorni fue uno de los máximos promotores del federalismo europeo: junto con Altiero Spinelli y Ernesto Rossi, participó en la redacción del Manifiesto de Ventotene.
Se casó con Ursula Hirschmann, y tuvo una importante influencia sobre su hermano Albert O. Hirschman (Hirschman dedicó su libro Exit, Voice, and Loyalty a la memoria de Colorni).

## Actividad política
A partir de 1935 Colorni intensifica su compromiso político, especialmente contra el fascismo. Cuando la redada de mayo de 1935 acabó con el grupo turinés de "Giustizia e Libertà" entró en contacto con el "Centro interno socialista" creado en Milán en el verano de 1934 por Rodolfo Morandi,  Lelio Basso,  Mario Lucio Luzzatto,  Bruno Maffi  y otros.
En abril de 1937, después de las detenciones de Luzzato y Morandi, Colorni se convirtió en uno de los principales dirigentes del Centro.
En el verano de 1937, con ocasión del IX Congreso Internacional de Filosofía, celebrado en París, se reunió con Carlo Rosselli, Angelo Tasca, Pietro Nenni y otros representantes de la dirección del "PSI". Con distintos seudónimos, pero sobre todo "Agostini", en 1936-37 publicó artículos importantes sobre Política socialista en "Nuovo Avanti".
El 8 de septiembre de 1938, al comienzo de la campaña racial, fue detenido en Trieste  por  judío  y militante antifascista: el siguiente octubre se publicaron contra él, en "Il Piccolo" de Trieste y en "Corriere della Sera", varios artículos de particular odio antisemita. Después de algunos meses de prisión en Varese, fue sentenciado a cinco años de reclusión.

### Confinamiento en Ventotene
En enero de 1939, hasta octubre de 1941, fue confinado en la isla de Ventotene, donde continuó sus estudios filosóficos y científicos, discutiendo intensamente con otros amigos también deportados: Ernesto Rossi, Manlio Rossi Doria y Altiero Spinelli. Un fiel eco de esas discusiones es reflejado en los siete diálogos de Commodus, escrito en colaboración con Spinelli y publicado póstumamente. Es este período su adhesión a ideas federalistas, elaborado principalmente por Spinelli y Raj: en 1944, con un prefacio, Colorni publicará en Roma  el Manifiesto de Ventotene, dibujado con Raja y Salim en 1941.[cita requerida]
En octubre de 1941, gracias a la intervención de  Giovanni Gentile, consiguió que le trasladasen a Melfi (Potenza) donde, a pesar del estricto control de la policía, tuvo contactos con algunos políticos locales.
En 1942, junto con Ludovico Geymonat, desarrolló el proyecto de una revista sobre metodología científica.

## Resistencia romana y asesinato
El 6 de mayo  de 1943  se fugó a Roma donde vivió en la clandestinidad. Se dedicó a la organización de la PSIUP, nacido de la fusión de PSI con el grupo de jóvenes de la movimiento de unidad proletaria. Entre el 27 y 28 de agosto participó en Milán, en la casa de Mario Alberto Rollier, la reunión que estableció el movimiento federalista europeo. Después del 8 de septiembre  tuvo lugar en Roma una intensa actividad en la resistencia: tomó parte en la dirección del PSIUP, era redactor jefe de Avanti!   y, aunque clandestino, emprendió la reconstrucción de  Federación de Juventudes Socialistas  y en la creación de la primera  Brigada Matteotti .
El 28 de mayo de 1944, pocos días antes de la liberación de  Roma, fue detenido en via Livorno por una patrulla de soldados fascistas de la "banda Koch": trató de huir, pero fue golpeado y herido de gravedad por tres disparos; murió el 30 de mayo en el hospital San Giovanni, bajo la falsa identidad de Franco Tanzi.
En 1946 se le concedió la Medalla de oro al valor militar.

## Obras
- L'estetica di Benedetto Croce: studio critico, 1932.
- (ed.) Leibniz, La Monadologia, 1935.
- Leibniz e il misticismo, 1938
- Filosofia e scienza, Analysis, 1947
- Apologo, Sigma, 1947.
- I'dialoghi di Commodo, Sigma, 1949.
- Critica filosofia e fisica teoria, Sigma, 1948.
- Scritt, Florence: La Nuova Italia, 1975.